# Margalef
Margalef ist ein katalanischer Ort in der Provinz Tarragona im Nordosten Spaniens. Er liegt in der Comarca Priorat. Margalef hat 106 Einwohner (Stand: 2024).

## Geografische Lage
Margalef liegt etwa 2,5 km östlich von La Bisbal de Montsant am Westrand des Naturparks Montsant an der T-713.
In Margalef befindet sich der Abric del Filador.

## Quellen

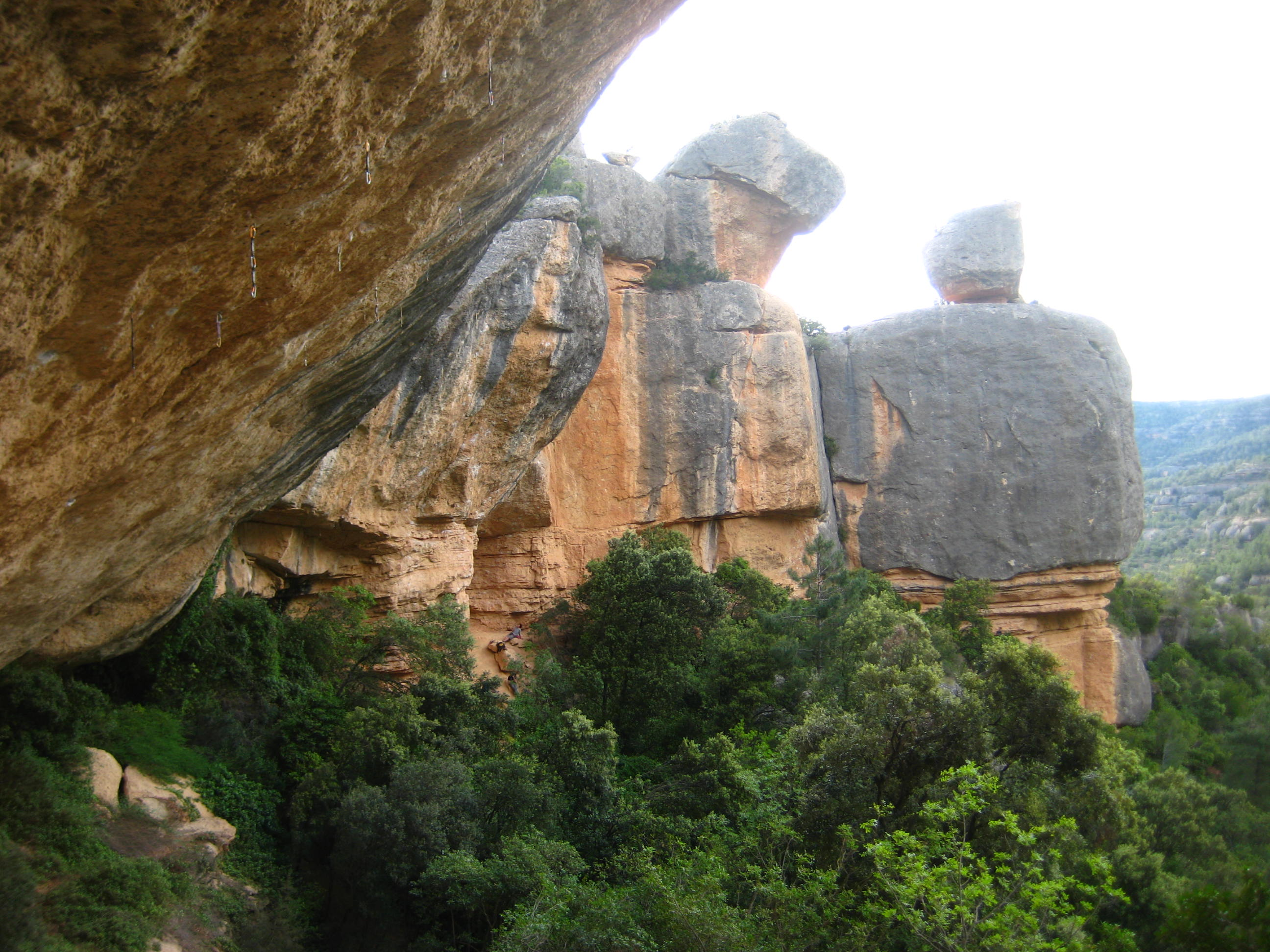
Felsen bei Margalef

## Sport
Margalef ist ein weltweit bekanntes Sportklettergebiet. Hier befinden sich einige bekannte und sehr schwere Routen mit z. B. „Era Vella“ (9a franz.) und „First Round First Minute“ (9b franz.). Beide Routen wurden von Chris Sharma erstbegangen.